# Entença
|  | Per a altres significats, vegeu «Entença (desambiguació)». |

Escut d'armes de la casa d'Entença.

Entença, Entenza o Antenza és un nucli de població de la Ribagorça, situat al Prepirineu, 10 km a l'est de Benavarri, municipi al qual pertany.

## Particularitats
Cal destacar l'església romànica de Sant Jaume que es troba al mig del poble i les ruïnes de la Casa de la Reina Teresa d'Entença, comtessa d'Urgell i vescomtessa d'Àger (1314-1327), esposa d'Alfons IV d'Aragó «el Benigne».
El 25 de Juliol se celebren les festes en honor de Sant Jaume Apòstol i el 6 d'Agost té lloc la romeria a l'ermita dedicada a Sant Salvador que es troba als afores del poble.

## Història
Malgrat no ser actualment un indret gaire conegut, Entença fou antigament un lloc de gran rellevància històrica al temps de la Corona d'Aragó com a lloc originari de la nissaga dels Entença, la dinastia de Berenguer I d'Entença entre d'altres. La Baronia d'Entença va ser establerta uns 90 km més al sud, a certes zones del Priorat i les Terres de l'Ebre per repoblar els territoris que havien abandonat els sarraïns. Com a conseqüència d'aquesta importància els carrers i places anomenats "Entença" són comuns al País Valencià, el Principat i les Illes Balears.
Segons Agustín Ubieto Arteta, la primera menció del lloc fou el 1036, recollida a l'obra d'Àngel Canellas López Colección diplomática de San Andrés de Fanlo. Les formes del nom del lloc que han estat documentades són: Antenza, Entenza, Entença, Hentença i Intenza.